# USS Hartford (SSN-768)
USS Hartford (SSN-768) amerykański myśliwski okręt podwodny o napędzie atomowym, ulepszonego typu Improved Los Angeles, stanowiącego pochodną okrętów typu 688. 20 marca 2009 roku w cieśninie Ormuz, okręt uległ kolizji z okrętem amfibijnym "New Orleans" (LPD-18), co spowodowało poważne uszkodzenia kadłuba okrętu podwodnego i wyciek oleju napędowego z jednostki nawodnej. Obydwa okręty o własnych siłach dopłynęły do portu.